# Hesperandra brevicollis
Hesperandra brevicollis är en skalbaggsart som först beskrevs av Auguste Lameere 1902.  Hesperandra brevicollis ingår i släktet Hesperandra och familjen långhorningar. Inga underarter finns listade i Catalogue of Life.